# Matière noire
Ne doit pas être confondu avec énergie noire, trou noir, matière baryonique ou problème des baryons manquants.
Cet article concerne la matière de nature inconnue. Pour les homonymes, voir Matière noire (homonymie) et Dark matter.

Répartition de la densité d'énergie de l'Univers après exploitation des premières données du satellite Planck. La matière noire en est une des composantes principales.

La matière noire ou matière sombre, est une catégorie de  matière hypothétique, invoquée dans le cadre du Modèle ΛCDM pour rendre compte de certaines observations astrophysiques, notamment les estimations de la masse des galaxies ou des amas de galaxies et les propriétés des fluctuations du fond diffus cosmologique.
La matière noire n'interagit pas, ou extrêmement peu, avec la matière baryonique (la matière « ordinaire »), ni avec les photons (ondes radio et lumière), rendant sa détection et sa caractérisation très difficiles. Sa présence n'est détectée que par son influence gravitationnelle, non négligeable et importante dans divers modèles cosmologiques et astrophysiques.
En ce qui concerne la composition de la matière noire, différentes hypothèses sont explorées : gaz moléculaire, étoiles mortes, naines brunes en grand nombre, trous noirs, etc. Cependant, les estimations de la densité de l'Univers et du nombre d'atomes impliquent une nature non baryonique. Des astrophysiciens supposent l'existence d'autres particules, peut-être des superpartenaires (tels que le neutralino), regroupées sous le nom générique de « Weakly interacting massive particles » (WIMP).
La matière noire aurait pourtant une abondance au moins cinq fois plus importante que la matière baryonique, pour constituer environ 27 % de la densité d'énergie totale de l'Univers observable, selon les modèles de formation et d'évolution des galaxies, ainsi que les modèles cosmologiques.
Cette matière noire est contestée par divers modèles cosmologiques alternatifs au modèle standard ΛCDM, le considérant comme un simple artefact ad hoc similaire à l'éther luminifère de la fin du XIXe siècle.

## Détection indirecte de la matière noire

### Premiers indices
En 1933, l'astronome suisse Fritz Zwicky étudie un petit groupe de sept galaxies dans l'amas de la Chevelure de Bérénice. Son objectif est de calculer la masse totale de cet amas en étudiant la vitesse (ou plutôt la dispersion des vitesses) de ces sept galaxies. Il déduit ainsi — à l'aide des lois de Newton — la « masse dynamique » et la compare à la « masse lumineuse », déduite de la quantité de lumière émise par l'amas (en faisant l'hypothèse d'une distribution raisonnable des populations d'étoiles dans les galaxies).
La dispersion des vitesses (la manière dont les vitesses des sept galaxies diffèrent les unes des autres) est directement liée à la masse présente dans l'amas par une formule semblable à la troisième loi de Kepler. Un amas d'étoiles peut être comparé à un gaz, dont les particules seraient des étoiles. Si le gaz est chaud, la dispersion des vitesses des particules est élevée. Dans le cas extrême, les particules ayant une vitesse suffisante s'échappent de la masse gazeuse. Si le gaz est froid, la dispersion des vitesses est faible.
Zwicky constate que les vitesses observées dans l'amas de Coma sont très élevées. La masse dynamique apparaît en effet 400 fois plus grande que la masse lumineuse. À l'époque, les méthodes et la précision des mesures ne sont pas assez bonnes pour exclure des erreurs de mesure. De plus, des objets massifs tels que les naines brunes, les naines blanches, les étoiles à neutrons et les trous noirs, tous des objets très peu rayonnants, sont inconnus ou mal connus, tout comme leur distribution. De même pour les étoiles naines rouges, la poussière interstellaire et le gaz moléculaire qui tous rayonnent surtout dans l'infrarouge, donc hors des bandes de fréquence qui peuvent traverser l'atmosphère. Il faut attendre les télescopes spatiaux dédiés à l'infrarouge, comme Herschel lancé en 2009, pour commencer à voir quelque chose.
Zwicky fait part de ses observations à ses confrères, mais ceux-ci ne s'y intéressent pas. D'une part, Zwicky n'a pas très bonne réputation à cause de son fort caractère et, d'autre part, ses résultats sont critiquables en raison de la grande incertitude de mesure.
Sinclair Smith observe le même phénomène, en 1936, lors du calcul de la masse dynamique totale de l'amas de la Vierge. Elle est 200 fois plus importante que l'estimation donnée par Edwin Hubble, mais la différence peut, d'après Smith, s'expliquer par la présence de matière entre les galaxies de l'amas. En outre, les amas étant encore considérés, par un grand nombre d'astronomes, comme des structures temporaires dont les galaxies peuvent s'échapper — et non pas comme des structures stables —, cette explication suffit alors à justifier l'observation de vitesses excessives.
À l'époque, les astronomes étudient d'autres sujets jugés plus importants, comme l'expansion de l'Univers. La question de la différence entre la masse dynamique et la masse lumineuse intéresse peu et sombre dans l'oubli pendant plusieurs décennies.

### Courbes de rotation plate des galaxies spirales
Ce n'est que dans les années 1970 que la question de l'existence de cette matière manquante — que l'on nommera « matière noire » (dark matter en anglais) — refait surface. À partir de l'analyse des spectres des galaxies, l'astronome américaine Vera Rubin étudie la rotation des galaxies spirales. Le problème est le même que celui de la comparaison entre la masse dynamique et la masse lumineuse des amas de galaxies. Il s'agit de savoir si la « masse lumineuse », c'est-à-dire la masse visible — qui est déduite de la présence des étoiles — est bien égale (à quelques corrections près) à la masse dynamique.
La masse dynamique est normalement la seule masse véritable, puisqu'il s'agit d'une mesure de la masse déduite de son influence gravitationnelle. Pour mesurer la masse lumineuse, il faut faire l'hypothèse que toute la masse de la galaxie (ou de l'amas de galaxies) est constituée d'étoiles. Ces étoiles rayonnent, et si leur distribution est connue (masse, nombre, âge, etc.), l'infrarouge proche est un bon « traceur » de masse (il est peu sensible au fort rayonnement des étoiles massives et permet de détecter l'émission des étoiles moins massives dont le spectre possède des « pics » dans l'optique et dans l'infrarouge). Mais l'infrarouge proche est à la limite d'opacité de l'atmosphère, et il faut attendre le télescope Subaru mis en service en 1999 à Hawaï pour le détecter avec une précision suffisante.

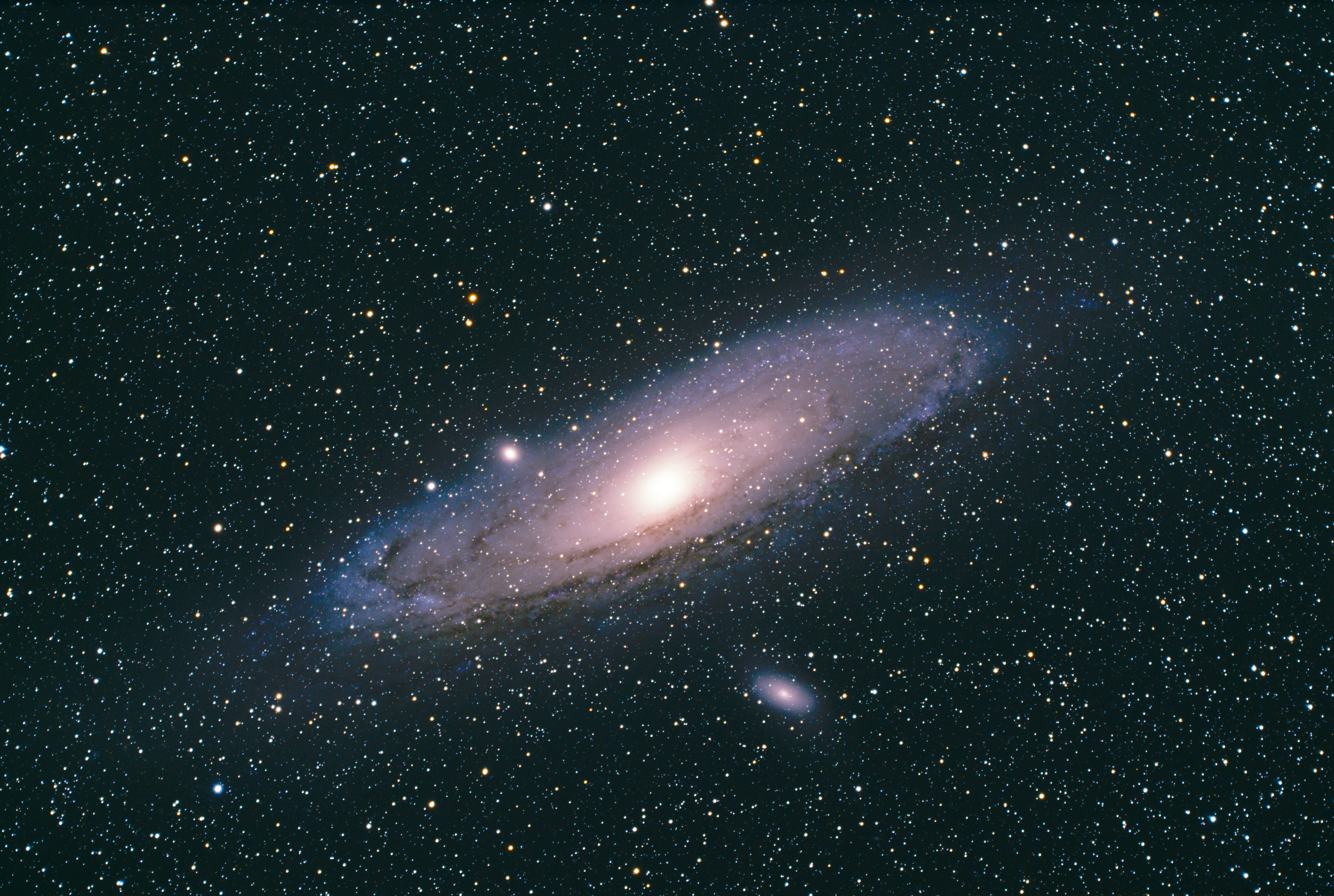
Galaxie d'Andromède.

En analysant le spectre des galaxies spirales vues par la tranche, comme la galaxie d'Andromède, il est possible d'en déduire la courbe de rotation. Décrivant la vitesse de rotation de la galaxie en fonction de la distance au centre, c'est une mesure directe de la distribution globale de matière dans la galaxie. La vitesse maximale de rotation d'une galaxie spirale se trouve à quelques kiloparsecs du centre, puis elle est censée décroître, en suivant une décroissance keplérienne. En effet, les étoiles à la périphérie de la galaxie sont en orbite autour du centre, de la même manière que les planètes sont en orbite autour du Soleil. Les étoiles en périphérie de la galaxie ont une vitesse orbitale inférieure à celles qui sont situées plus près de son centre. La courbe de rotation, après un maximum, se met à redescendre.

La courbe de rotation prévue par les équations de Newton (A) et la courbe observée (B), en fonction de la distance au centre de la galaxie.

Or, Vera Rubin a observé que les étoiles situées à la périphérie de la galaxie d'Andromède — comme pour d'autres galaxies spirales — semblent tourner trop vite (les vitesses restaient pratiquement constantes au fur et à mesure que l'on s'éloignait du centre). La courbe de rotation des galaxies spirales, ou en tous cas de certaines d'entre elles, était plate. De nombreuses autres observations similaires sont effectuées dans les années 1980, venant renforcer celles de Vera Rubin. Cette observation pose de profondes questions, car la courbe de rotation mesure bien la masse dynamique. Aucune hypothèse au sujet de l'âge, de la distribution de masse des étoiles n'est nécessaire. La seule supposition est que les étoiles, sources de la lumière qui forme le spectre analysé, sont bien des traceurs de la masse de la galaxie, mais ces étoiles ne semblent pas obéir aux lois de la gravitation.
Une explication possible est d'imaginer l'existence d'un gigantesque halo de matière non visible entourant les galaxies ; un halo qui représenterait jusqu'à près de 90 % de la masse totale de la galaxie, voire plus dans certaines galaxies naines[réf. nécessaire]. Dans les 2 000 galaxies qu'ont cartographiées l'astronome canadienne Catherine Heymans et sa partenaire Megan Gray, seulement 10 % sont composées de gaz surchauffés et 3 % seulement de matière visible. Le reste était de la matière noire. Ainsi toutes les étoiles se trouvent presque au centre de l'extension véritable de la « galaxie » (cette fois-ci composée de la galaxie visible et du halo de matière sombre), et tournent donc normalement. Cela revient à dire que les étoiles, même celles à la périphérie visible de la galaxie, ne sont pas « assez loin » du centre pour être dans la partie descendante de la courbe de rotation. Personne n'a jamais observé cette matière noire.
La présence de matière noire est l'une des explications possibles. En effet, les astronomes pensent que les galaxies contiennent des astres très peu lumineux (comme les naines brunes, naines blanches, trous noirs, étoiles à neutrons) qui peuvent constituer une partie importante de la masse totale de la galaxie, mais qui ne sont pas visibles avec les instruments optiques habituels. Avec la mesure de la courbe de rotation plate le plus loin possible du centre, l'observation des galaxies spirales dans d'autres longueurs d'onde (afin de mieux caractériser la présence d'objets peu lumineux dans le domaine visible) est un des efforts majeurs de l'astronomie pour étudier le problème.

### Observations récentes
D'après des résultats publiés en août 2006, de la matière noire aurait été observée distinctement de la matière ordinaire, grâce à l'observation de l'amas de la Balle — constitué de deux amas voisins qui sont entrés en collision il y a environ 150 millions d'années. Les astronomes ont analysé l'effet de mirage gravitationnel afin de déterminer la distribution totale de masse dans la paire d'amas et ont comparé cette distribution avec celle de la matière ordinaire telle que donnée par l'observation directe des émissions de rayons X en provenance du gaz extrêmement chaud des amas, dont on pense qu'il constitue la majorité de la matière ordinaire (baryonique) des amas. La température très élevée du gaz est due précisément à la collision au cours de laquelle la matière ordinaire interagit entre les deux amas et est ralentie dans son mouvement. La matière noire quant à elle n'aurait pas interagi, ou très peu, ce qui explique sa position différente dans les amas après la collision.
La preuve de l'existence de la matière noire serait cependant apportée soit par une observation directe de l'interaction de particules de matière noire avec des détecteurs terrestres — comme dans les projets CDMS (Cryogenic Dark Matter Search), XENON ou WARP (WIMP Argon Programme (en)) —, soit par la création de telles particules dans un accélérateur — comme au Grand collisionneur de hadrons (LHC). Ce type de mise en évidence aurait l'avantage de déterminer précisément la masse de ces particules et d'analyser en profondeur la forme de leurs interactions.
Toutefois, le 17 décembre 2009,, deux conférences tenues à l'université Stanford et au Fermilab laissent entendre que la détection présumée de deux particules de matière noire, encore appelées « Wimps », par le détecteur du CDMS n'est pas significative. En 2011, l'expérience européenne EDELWEISS du laboratoire souterrain de Modane a annoncé que deux sur cinq signaux observés pourraient marquer le passage de particules de matière noire à travers ses détecteurs : « bien qu'aussi lourde que 10 à 10 000 protons, la matière noire traverse la matière aussi discrètement qu'un neutrino de masse quasi nulle. »
Le spectromètre AMS, installé sur la Station spatiale internationale, a fourni ses premiers résultats sur la question de la matière noire en 2013. Il a notamment détecté un excès d'antiprotons qui serait explicable par certains modèles de matière noire.
En novembre 2013, l'expérience LUX (Large Underground Xenon (en)) s'est terminée sans avoir pu détecter de matière noire. Si les résultats de cette expérience n'invalident pas l'existence de la matière noire, la sensibilité de ses détecteurs pose une limite supérieure plus basse que les autres sur la section efficace de la matière noire.
En 2025, des astronomes ont utilisé des sursauts radio rapide (FRB) pour détecter pour la première fois la matière manquante de l'Univers. Il s'agirait de matière baryonique, qui interagit avec la lumière mais qui était jusque-là trop sombre pour être vue.

### Analyses du satellitePlanck
En juillet 2018, les analyses du satellite Planck confirment cependant un modèle cosmologique où la matière ordinaire que nous connaissons ne représenterait que 4,9 % de l’Univers.

## Répartition dans l'Univers

### Au sein des galaxies
À partir des vitesses de rotation des étoiles et des galaxies (au niveau des amas), il a été possible de mesurer la masse de cette matière noire et d'en déduire sa répartition. Une grande quantité de cette matière devrait se trouver dans les galaxies, non pas dans le disque galactique mais sous forme d'un halo les englobant. Cette configuration explique la stabilité du disque galactique. De plus, certaines galaxies possèdent des anneaux perpendiculaires au disque et composés de gaz, de poussières et d'étoiles. Là encore, le halo de matière expliquerait la formation et la stabilité de tels anneaux. Par contre, il est impossible que la matière noire se trouve dans le disque galactique, car on devrait alors observer dans le mouvement des étoiles une oscillation perpendiculaire au disque, que l'on n'observe pas[Passage contradictoire avec l'article Soleil, section Situation dans la Voie lactée].
À l'instar de la matière lumineuse, elle décroîtrait également au fur et à mesure que l'on s'éloigne du centre de la galaxie, mais de façon beaucoup moins prononcée. Ainsi, la proportion de matière lumineuse varierait de dominante au cœur des galaxies à négligeable à la périphérie. L'étude de galaxies satellites (petites galaxies tournant autour d'autres galaxies) oblige à imaginer des halos très étendus : environ 200 ou 300 kpc. Par comparaison, le Soleil est situé à environ 8,7 kpc du centre de notre Galaxie. La galaxie d'Andromède — galaxie la plus proche de nous — se situe à 760 kpc, soit un peu plus du double du rayon du halo de matière noire de notre galaxie. Ces halos devraient donc être communs entre galaxies voisines.
En 2018, une galaxie dépourvue de matière noire, NGC 1052-DF2, a été observée. L'année suivante, une autre galaxie du même groupe, le groupe de NGC 1052, également dépourvue de matière noire, est observée et 19 autres galaxies naines semblant être déficientes en matière noire par rapport aux prévisions théoriques sont référencées (résultat dont la méthodologie a été depuis remise en cause). En 2019, une étude propose une explication alternative aux données observationnelles concernant les galaxies satellites de la Voie lactée qui ne fait pas intervenir de matière noire.

### Entre les galaxies, à l'échelle des amas
Les mouvements de galaxies au sein des amas ont révélé le même problème que l'étude des mouvements des étoiles dans les galaxies et suggèrent donc la présence de matière noire entre les galaxies ; bien que rien ne prouve encore que ces deux problèmes soient liés. À l'échelle des galaxies, le taux de matière noire serait jusqu'à dix fois celui de la matière lumineuse, mais au niveau des amas, il serait bien plus important : jusqu'à trente fois la masse « visible » de ces amas.
En 1996, l'astrophysicien Yannick Mellier a entrepris avec son équipe de mesurer la quantité de matière noire dans tout l'Univers et de dresser une carte de sa distribution entre les amas de galaxies à l'aide du cisaillement gravitationnel. L'idée est de faire une étude statistique à grande échelle de la déformation des images des galaxies due à l'interaction gravitationnelle de la matière noire présente entre la Terre et ces structures, déviant les rayons lumineux envoyés par celles-ci (leur image arrive donc déformée sur Terre). Une étude statistique à très grande échelle (la région du ciel étudiée était de la taille apparente de la lune et sur une profondeur de cinq milliards d'années-lumière) permet de négliger les déformations locales dues aux autres amas de galaxies. Cette étude a abouti en mars 2000 à une première cartographie (sous forme d'ébauche)[source secondaire nécessaire]. La matière noire devrait prendre la forme de longs filaments qui s'entrecroisent, la quantité de matière de l'Univers devrait représenter un tiers de celle permettant d'atteindre la densité critique, le reste étant constitué d'énergie noire.
Une étude similaire a été menée jusqu'en 2012, toujours par l'équipe de Yannick Mellier, avec cette fois une caméra CCD plus grande, permettant d'étudier une surface vingt fois plus grande que lors de la première étude.
En 2022, la mission spatiale Euclid doit permettre d'améliorer encore la cartographie de la matière noire dans l'Univers en utilisant les effets de distorsion gravitationnelle pour obtenir une mesure directe de la distribution de matière noire sur plus de la moitié de la voûte céleste.

## Formation des grandes structures de l'Univers
La matière noire pose de nombreux problèmes, mais peut en résoudre certains autres. On peut la faire intervenir pour expliquer la formation des grandes structures de l'Univers (galaxies, amas de galaxies, superamas, etc.).
Le problème est le suivant : on suppose que peu de temps après le Big Bang, l'Univers, composé de protons, de neutrons, d'électrons, de photons et autres particules est à peu près homogène, c'est-à-dire uniforme en tout point, car sa température est trop élevée pour permettre aux particules qui forment les atomes de se regrouper. Aujourd'hui, quand on observe la répartition des objets dans l'Univers, on remarque qu'ils ne sont pas distribués de manière uniforme ; on suppose donc qu'il a fallu que de la matière se concentre un peu plus en certains endroits, formant des fluctuations que l'on appelle « fluctuations primordiales ».
Et pour repérer ces fluctuations de densité sur le fond diffus cosmologique, il suffit de repérer les différences de températures provenant de ce rayonnement fossile. La température moyenne relevée est d'environ 2,7 K. Des zones légèrement plus chaudes indiqueraient une densité de matière un peu plus forte. Il suffisait que ces fluctuations soient de l'ordre du millième de degré pour expliquer la formation des galaxies à partir de ces regroupements de matière.
Malheureusement pour cette théorie, le satellite COBE, lancé en 1992, ne révéla que des variations de température de l'ordre du cent millième de degré, ce qui est bien trop faible pour que les grandes structures de l'Univers puissent s'être formées à partir de ces fluctuations primordiales en seulement 13,7 milliards d'années.
C'est là qu'on fait intervenir la matière noire pour sauver la théorie. Les protons, neutrons et électrons ne pouvaient se regrouper pour former les atomes à cause de la pression des photons. En revanche, la matière noire n'interagit pas avec les photons et n'aurait donc pas subi cette pression, ce qui lui aurait permis de créer des fluctuations de densité (invisibles) bien avant la matière ordinaire. Ces fluctuations auraient ainsi pu attirer, par gravitation, la matière ordinaire lors du découplage matière-rayonnement de la nucléosynthèse primordiale (découplage qui a libéré les photons et rendu l'Univers transparent).
Dans cette hypothèse, ce sont donc ces fluctuations de densité de la matière noire qui seraient à l'origine de la formation des galaxies et des amas de galaxies, répartis de façon non uniforme dans l'Univers.

## Nature de cette matière sombre

### Matière noire chaude et matière noire froide
Deux grandes théories s'affrontent quant à la nature de cette matière noire : la matière noire chaude et la matière noire froide. Celles-ci reposent sur la masse des particules composant la matière noire et par conséquent, leur vitesse. Dans le cas de matière noire dite « chaude », les particules ont des vitesses relativistes, proches de celle de la lumière, tandis que celles composant une matière noire dite « froide » seraient plus massives et donc plus lentes, non relativistes.
La vitesse de déplacement de ces particules intervient dans l'ordre de formation des grandes structures de l'Univers. Si l'Univers était dominé par de la matière noire chaude, la très grande vitesse des particules la constituant empêcherait dans un premier temps la formation d'une structure plus petite que le superamas de galaxies qui ensuite se fragmente en amas de galaxies, puis en galaxies, etc. C'est le scénario dit « du haut vers le bas », puisque les plus grosses structures se forment d'abord, pour ensuite se diviser. Le meilleur candidat pour constituer la matière noire chaude est le neutrino. En revanche, si la matière noire froide domine l'Univers, les particules vont parcourir une distance plus petite et donc effacer les fluctuations de densité sur des étendues plus petites que dans le cas de matière noire chaude. La matière ordinaire va alors se regrouper pour former d'abord des galaxies (à partir de nuages de gaz), qui elles-mêmes se regrouperont en amas, puis superamas. C'est le scénario dit « du bas vers le haut ». Les candidats à la constitution de la matière noire froide sont les WIMP et les MACHO.
Ces deux théories étaient défendues par Iakov Zeldovitch pour la matière noire chaude, et James Peebles pour la matière noire froide. Actuellement, c'est le modèle de matière noire froide qui semble l'emporter. En effet, les galaxies sont en équilibre dynamique, ce qui laisse penser qu'elles se sont créées avant les amas — dont tous ne semblent pas encore stables — à qui il faut plus de temps pour atteindre cet équilibre. Cependant, les théories introduisent aujourd'hui un peu de matière noire chaude. Celle-ci est nécessaire pour expliquer la formation des amas ; la matière froide seule ne pouvant la permettre en si peu de temps.

### Recherches du côté de la matière ordinaire
Les scientifiques se sont dans un premier temps tournés vers la matière ordinaire (ou baryonique) pour effectuer leurs recherches et ont passé en revue tous les types d'objets qui pourraient contribuer à ce champ gravitationnel, tels les nuages de gaz, les astres morts ou les trous noirs.

#### Les nuages de gaz
Dans les années 1990, des cartographies précises des sources d'émission de rayons X dans l'Univers — obtenues grâce au satellite ROSAT — ont mis en évidence la présence de gigantesques nuages de gaz ionisé au sein des amas de galaxies ; des nuages de plusieurs millions de degrés n'émettant pas de lumière visible. De plus, ces nuages semblaient contenir dix fois plus de matière (du moins, lumineuse) que les galaxies de ces amas, peut-être était-ce enfin la matière manquante recherchée ? Malheureusement non. Au contraire même, ces nuages pourraient être la preuve de la présence de matière noire autour des galaxies. En effet, pour atteindre de telles températures, les particules constituant le nuage doivent être accélérées à des vitesses très élevées (environ 300 km/s), et cette accélération provient de la force de gravitation. Or la quantité de gaz est insuffisante pour engendrer un tel champ de gravité. De même, les étoiles ne peuvent à elles seules empêcher le nuage de gaz de s'échapper. L'influence gravitationnelle de la matière sombre est ici aussi nécessaire pour expliquer le confinement de ces nuages à proximité des galaxies. La forme de ces nuages peut aider les astronomes à étudier la distribution de la matière noire aux alentours.
Cependant, Jean Perdijon (mg) suggère que le rayonnement émis par les particules de gaz accélérées au sein des amas est bloqué par l'horizon des événements (dit de Rindler[Lequel ?]) lié à leur accélération, ce qui les cacherait aux yeux de l'observateur terrestre à partir du moment où l'amas est assez éloigné ; on expliquerait ainsi le fait qu'on ne trouve pas de matière noire à proximité de notre Galaxie.

#### Conclusions des programmes MACHO, EROS et AGAPE
On estime que les trois quarts de la matière baryonique de l'Univers sont constitués d'hydrogène. Les nuages d'hydrogène atomique dans lesquels sont présentes les étoiles sont insuffisants pour expliquer cette forte interaction gravitationnelle qui fait tourner les étoiles en périphérie de galaxie plus vite que prévu, et ne multiplie qu'au mieux par deux la masse de la galaxie ; il manque encore au moins cinq fois la masse de la galaxie. Les astronomes se sont alors intéressés aux objets plus compacts et n'émettant pas de lumière (ou trop peu pour être détectés), tels les naines brunes (astres qui n'atteignent pas le stade d'étoile car pas assez massifs) ou les naines blanches (étoiles mortes composées d'éléments lourds). Ces objets sont appelés « MACHO », pour Massive Compact Halo Objects (objets compacts massifs du halo).
La théorie des naines blanches a été confortée par les travaux de B.R. Oppenheimer (2001), mais fut contestée par la suite (notamment par Pierre Bergeron, 2001, 2003, 2005)[réf. nécessaire]. Cette hypothèse reste en suspens faute de mesure de parallaxe trigonométrique et donc de distance sur les naines blanches de leur étude. D'après les travaux d'Oppenheimer, la limite inférieure de la contribution de la masse des naines blanches du halo à la masse manquante de la Galaxie est de 3 %, à comparer à la limite supérieure fournie par EROS (« Expérience pour la recherche d'objets sombres ») qui est de 35 %. Il existe néanmoins des problèmes avec cette hypothèse : la masse manquante des galaxies est importante et il faudrait donc dix fois plus d'étoiles mortes que d'étoiles vivantes. Or en observant dans l'espace lointain, on devrait voir des galaxies peuplées de ces étoiles encore vivantes (leur lumière nous venant d'une époque bien plus ancienne), donc des galaxies beaucoup plus lumineuses ; mais ce n'est pas le cas. De plus, la proportion de supernovæ devrait également être plus importante dans ces galaxies lointaines. Les supernovæ libérant des éléments lourds, la proportion de ces éléments devrait aussi être dix fois plus importante que celle détectée actuellement.
Pour les naines brunes, le problème était de les détecter. En 1986, l'astronome Bohdan Paczyński explique comment détecter ces objets massifs mais n'émettant pas de lumière, à l'aide de l'effet de lentille gravitationnelle. Un objet massif passant devant une étoile dévie les rayons lumineux émis par cette étoile. Concrètement, l'effet de lentille va créer une seconde image de cette étoile et la superposer à celle de l'étoile ; la luminosité devient à ce moment (lorsque l'objet passe juste devant l'étoile) plus importante. Le problème était cependant la rareté du phénomène : le nombre de chances d'observer à un instant un effet de lentille gravitationnelle dû à une naine brune (en supposant que la matière noire en est essentiellement composée) est de un sur un million.
Bénéficiant de caméras CCD à grand champ (récupérées de programmes militaires), les astronomes ont pu au début des années 1990 étudier un grand nombre d'étoiles à la fois, augmentant les chances d'observer des effets de lentille gravitationnelle. Deux programmes d'observation sont nés : EROS en 1990 et MACHO en 1992 ; le premier se concentrant sur la recherche d'objets moins massifs et plus petits. Ces programmes se sont arrêtés en 2003 et 2001, avec un bilan peu convaincant. Peu d'effets de lentille gravitationnelle ont été observés et les scientifiques ont dû conclure que moins de 10 % du halo de notre galaxie pourrait être formé de naines brunes, ce qui est encore une fois insuffisant.
Le programme AGAPE (Andromeda Galaxy Amplified Pixel Experiment) a débuté vers 1994 et avait pour but de détecter des effets de lentille gravitationnelle en observant cette fois non plus le Grand Nuage de Magellan comme MACHO et EROS, mais la galaxie d'Andromède. La distance étant plus grande, la probabilité que la lumière soit déviée par un objet compact l'est aussi. Ici aussi, peu d'effets de lentille sont observés.

#### Les trous noirs
Beaucoup plus massifs que les MACHO ou les étoiles, les trous noirs auraient pu être de bons candidats. Certains d'entre eux pourraient atteindre une masse de plusieurs millions, voire de plusieurs milliards de masses solaires (notamment les trous noirs supermassifs, au centre des galaxies). Cependant, il faudrait, dans une galaxie, près d'un million de trous noirs d'une telle masse pour combler ce manque de matière ; un nombre trop important au vu des conséquences sur les étoiles à proximité d'un trou noir. En effet, les trous noirs traversent par moments le disque galactique et perturbent le mouvement des étoiles. Avec un tel nombre de trous noirs, les mouvements de ces étoiles seraient fortement amplifiés, ce qui rendrait le disque galactique bien plus épais que ce qui est observé actuellement.
Restent les trous noirs stellaires (de l'ordre de quelques masses solaires), difficilement détectables, et les trous noirs de quelques dizaines ou centaines de masses solaires, dont la nature de la formation reste encore mystérieuse. Dans tous les cas, la piste des trous noirs comme étant la fameuse matière noire a été délaissée, et les astronomes se sont penchés sur une autre forme de matière, non baryonique. En 2019, des mesures tirant parti de la présence de la sonde Voyager 1 en dehors de l'héliosphère ont permis de montrer que les trous noirs primordiaux d'une masse inférieure à 1 × 1017 g, soit 100 milliards de tonnes, ne peuvent représenter, s'ils existent, qu'au plus 0,1 % de la matière noire présente dans la Voie Lactée.

### De la matière non baryonique
La théorie du Big Bang permet de calculer le nombre de baryons de tout l'Univers, c'est-à-dire le nombre d'atomes d'hélium 4 et d'hydrogène, formés lors de la nucléosynthèse primordiale. Les astronomes en sont arrivés à un taux de matière baryonique d'environ 4 % de la densité critique. Or, pour expliquer la géométrie plate de l'Univers, la matière totale de l'Univers doit représenter 30 % de la densité critique (les 70 % restants étant de l'énergie sombre). Il manque donc 26 % de la densité critique sous forme de matière non baryonique ; c'est-à-dire constituée par d'autres particules que les baryons.

#### Neutrinos
Le neutrino est une particule postulée pour la première fois en 1930 par Wolfgang Pauli, avant même la découverte du neutron (un an plus tard), et qui fut détectée en 1956 par Frederick Reines et Clyde Cowan. Cette particule — insensible aux forces électromagnétiques et à la force nucléaire forte — est émise lors d'une désintégration bêta, accompagnée d'un anti-électron, également appelé positron. Le neutrino interagit donc très peu avec les autres particules, ce qui en fait un bon candidat pour la matière noire.
La masse du neutrino était estimée très faible, voire nulle, jusqu'à la fin des années 1990. Avec le problème de la masse manquante de l'Univers, les physiciens se sont demandé si le neutrino n'avait peut-être pas une masse, faible, mais non nulle qui pourrait expliquer cette masse manquante. D'autant plus que le neutrino est la particule la plus abondante dans l'univers, après le photon. Cependant, les expériences Super-Kamiokande et SNO (Sudbury Neutrino Observatory) ont révélé une masse beaucoup trop faible pour que cette particule puisse constituer l'essentiel de la matière noire. Les neutrinos peuvent représenter, au mieux, 18 % de la masse totale de l'Univers.
Une nouvelle hypothèse ressurgit,,, à la suite de l'observation d'une anomalie sur les flux de neutrinos de réacteurs, sous la forme de nouvelles saveurs de neutrinos, s'ajoutant aux trois saveurs connues. Ces nouveaux neutrinos, des neutrinos stériles, auraient une masse beaucoup plus importante que les neutrinos classiques, et aucune interaction physique (hormis la gravitation) avec la matière ordinaire. En outre, ces neutrinos stériles pourraient osciller avec les saveurs e, mu et tau.

#### WIMP
Les weakly interacting massive particles (WIMP), une classe de particules lourdes interagissant faiblement avec la matière, constituent d'excellents candidats à la matière sombre non-baryonique. Parmi celles-ci on trouve le neutralino, postulé par les extensions supersymétriques du modèle standard de la physique des particules. L'idée de la supersymétrie est d'associer à chaque boson un fermion et vice versa. Chaque particule se voit donc attribuer un super-partenaire, ayant des propriétés identiques (masse, charge), mais avec un spin différent de 1⁄2. Ainsi, le nombre de particules est doublé. Par exemple, le photon se retrouve accompagné d'un photino, le graviton d'un gravitino, le neutrino d'un sneutrino, l'électron d'un sélectron, etc. À la suite de l'impossibilité de détecter un boson de 511 keV (partenaire de l'électron), les physiciens ont dû revoir l'idée d'une symétrie exacte. La symétrie est dite brisée et les superpartenaires se retrouvent avec une masse très importante. L'une de ces superparticules appelée LSP (Lightest Supersymmetric Particle) est la plus légère de toutes. Dans la plupart des théories supersymétriques, dites sans violation de la R-parité, la LSP est une particule stable car elle ne peut se désintégrer en un élément plus léger. Elle est de plus neutre de couleur et de charge électrique et donc uniquement sensible à l'interaction faible ; elle constitue à ce titre un excellent candidat à la matière sombre non-baryonique.
Cette particule supersymétrique la plus légère est en général (en fonction des modèles), le neutralino, une combinaison de ces superparticules : le photino (partenaire du photon), du zino (partenaire du boson Z0) ou des higgsinos (partenaires des bosons de Higgs). Les mesures récentes au CERN indiquent que, s'il existe, alors sa masse est supérieure à 46 GeV/c2. La LSP peut également être un sneutrino ou un gravitino (dans le cadre de certaines théories pour lesquelles la brisure de supersymétrie se fait par médiation de jauge). La LSP est stable (sans violation de la R-parité) donc très abondante au point de représenter l'essentiel de la matière de l'Univers. Elle fait à ce titre l'objet de nombreuses recherches. La détection de matière noire peut être directe, par interaction dans le détecteur, ou indirecte, via la recherche des produits d'annihilation.
La détection de matière sombre supersymétrique est un domaine de la physique extrêmement dynamique, en particulier du point de vue des techniques. La localisation des détecteurs est à l'image de cette diversité : en orbite terrestre (AMS, PAMELA), sous la glace du pôle Sud (AMANDA puis IceCube), en milieu marin (ANTARES), ou encore dans les laboratoires souterrains (EDELWEISS, MIMAC, PICO).
En 2025, « malgré des expériences de plus en plus précises », rien n'a pu mettre en évidence la présence de wimps.

#### Photons noirs
Le photon sombre ou « noir », particule hypothétique, analogue au photon classique, est considéré depuis 2010 environ comme un possible constituant de la matière noire. Actuellement (2024), comme pour beaucoup de particules exotiques, son existence n'est pas prouvée, bien que plusieurs expériences lui aient été dédiées au moins partiellement,.

##### Axions
Une autre particule hypothétique, l'axion, qui serait ultra-légère (moins de 1 µeV), stable et qui interagirait également très peu avec la matière — une particule donc pratiquement indétectable —, ferait une autre bonne candidate à la matière noire. Cette particule pourrait résoudre, entre autres, le problème de l'absence de violation de la symétrie CP par la chromodynamique quantique.
Différents programmes ont été lancés depuis 1996 pour tenter de détecter des axions, dont CAST (au CERN), ADMX et des expériences de régénération de lumière à travers un mur (OSQAR, ALPS II et d'autres).

##### Théorie des cordes
Certains physiciens se tournent par exemple vers la théorie des cordes. La théorie des cordes ajoute six nouvelles dimensions aux quatre usuelles (les trois dimensions de l'espace et le temps) et placerait la matière noire dans ces nouvelles dimensions qui nous sont inaccessibles ; c'est la raison pour laquelle on ne la détecterait pas. Les forces électromagnétiques et nucléaires forte et faible seraient confinées dans nos quatre dimensions et ne pourraient les quitter. En revanche, la gravitation pourrait se disperser dans les autres dimensions, et ainsi baisser en intensité par rapport aux autres forces.

## Théories de gravité modifiée
Une autre hypothèse majeure est que la relativité générale, théorie qui sous-tend la cosmologie moderne, puisse être modifiée de sorte à éliminer le besoin de matière noire du modèle ΛCDM.

### Théorie MOND
La formule de Newton établissant la loi de gravitation pourrait être valable à des distances relativement faibles, mais erronées aux échelles astrophysiques. Ainsi, la théorie MOND (modified Newtonian dynamics, « dynamique newtonienne modifiée ») et ses variantes, introduite par Mordehai Milgrom en 1983, introduit un paramètre A0 dans la formule de Newton, modifiant l'accélération qui en découle. Les lois de Newton ne seraient valables que pour des accélérations supérieures à ce A0. Lorsqu'on s'approcherait de cette accélération critique, ou même dans le cas d'une accélération inférieure à celle-ci, il faudrait modifier l'expression de cette loi. Ainsi, en utilisant cette loi, on obtient bien une vitesse de rotation constante en tout point de la galaxie et indépendante de son rayon. Plusieurs études publiées au cours des deux premières décennies du XXIe siècle affirment que les interactions gravitationnelles de certains groupes d'étoiles de notre galaxie ainsi que de la galaxie voisine (la galaxie d'Andromède) s'expliquent mieux par la théorie MOND que par la théorie de la matière noire,,,.
Cette théorie est sujette à de nombreuses controverses et souffre encore aujourd'hui d'un certain nombre de lacunes : la valeur de A0 pour expliquer les mouvements des amas ne semble pas en accord avec la précédente, qui permettait d'obtenir une vitesse de rotation constante. Or ce paramètre est censé être une constante. De plus, pour les structures encore plus grandes, tels les superamas, cette théorie n'apporte pas de réponses. Cependant, dès 1984, les contributions de Jacob Bekenstein ont apporté à cette alternative une base formelle intéressante. Les théories MOND doivent également être exprimées comme une modification de la relativité générale, ce qui peut réalisé dans le cadre de théories tenseur-scalaire.
Depuis 2013, les données obtenues par le satellite Gaia participent à tester cette approche. En particulier, des études du mouvement relatif d'étoiles doubles de notre galaxie testent des théories MOND (par exemple dans une version modifiée par les équations de Lagrange, la théorie AQUAL (en)). Ces travaux académiques ont pour l'heure (2025) produit des résultats contradictoires.

### Autres hypothèses sans matière
Des hypothèses exotiques sont émises. Certaines postulent l'existence d'antigravité qui caractériserait certaines particules, comme l'antimatière (Univers de Dirac-Milne). Gabriel Chardin propose d'accepter qu’il existe des masses négatives dans notre Univers, comme il existe des charges électriques positives et négatives, ce qui permet d'envisager un Univers sans matière ni énergie noires. En 2017, André Maeder, de l'Université de Genève, propose ainsi une hypothèse dite de « l'invariance d'échelle du vide ». Les premiers tests du modèle semblent corroborer les observations,,.

## Dans la culture
- Le roman de science-fiction Starplex évoque des êtres extraterrestres, aussi grands que la planète Jupiter, constitués entièrement de matière noire.
- Dans la série Dark, une boule de matière sombre créée par la centrale nucléaire de Winden permet de voyager dans le temps.
- Dans la saga littéraire À la croisée des mondes de Philip Pullman, la « matière sombre » étudiée par Mary Malone est l'équivalent de notre monde pour la Poussière, une particule de conscience d'elle-même qui gît en toute chose vivante.
- Dans la série Futurama, lorsque les Nibbloniens mangent leur nourriture, elle est digérée et sort sous forme de boules noires denses connues sous le nom de « matière noire ».